# تحطم طائرة أنتونوف أن-24 السودانية 2010

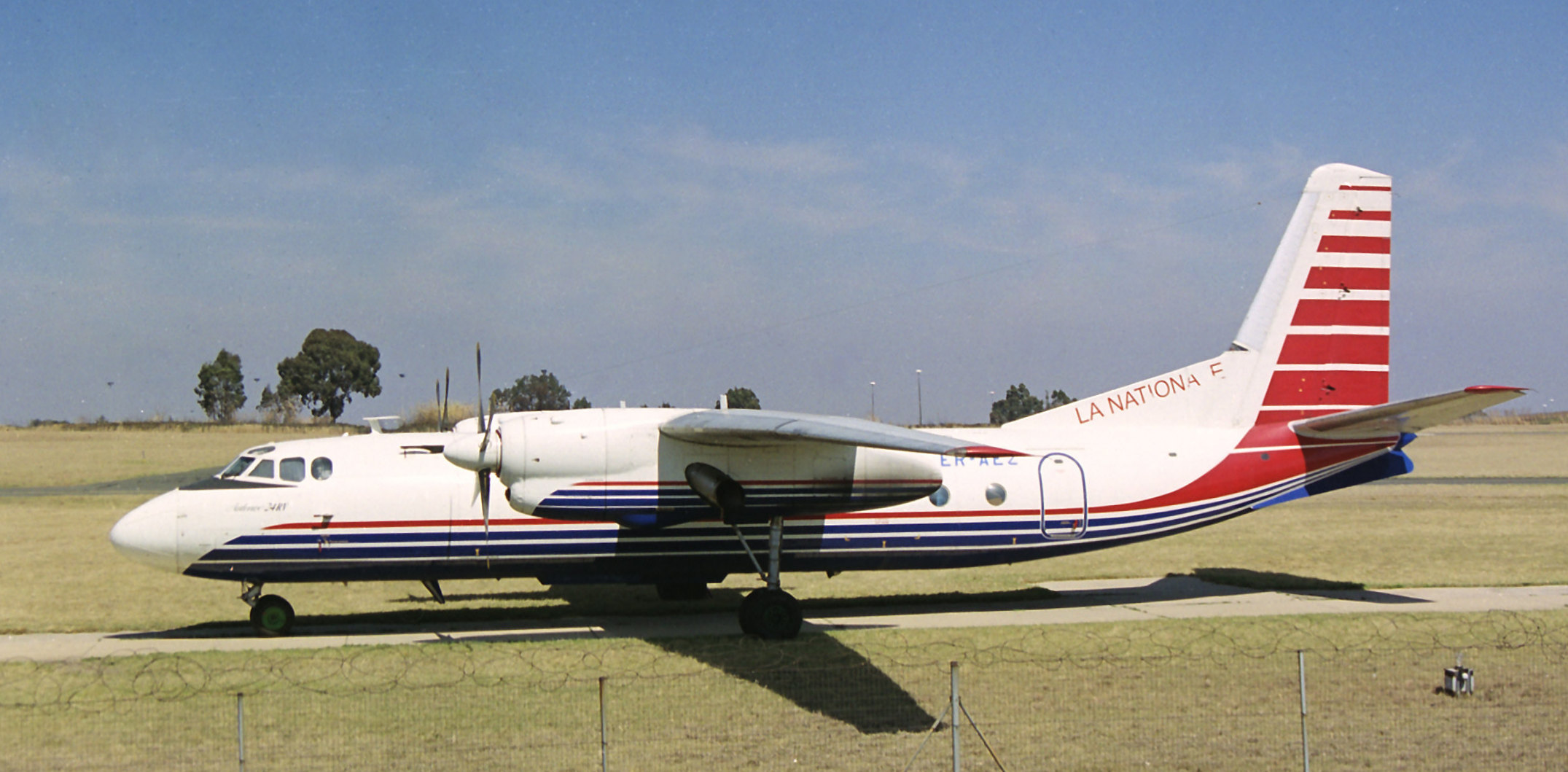
طائرة من طراز أن-24

تحطم طائرة أنتونوف أن-24 السودانية 2010 هي حادثة تحطم في 11 نوفمبر 2010 لطائرة ركاب من طراز أنتونوف أن-24 تابعة لشركة تاركو للطيران في رحلة داخلية من الخرطوم إلى زالنجي بالسودان عند هبوطها في مطار زالنجي، حيث اشتعلت فيها النيران على المدرج. توفي راكبان، على الرغم من أن التقارير حول عدد الوفيات اختلفت من شخص واحد إلى ستة.

## الحادث
كانت الطائرة قد غادرت مطار الخرطوم الدولي في الساعة 13:27 في 11 نوفمبر، وبعد توقف في نيالا، وصلت إلى زالنجي في الساعة 16:18، وسقطت أنتونوف على مدرج زالنجي الترابي 03، وارتدت ثم ارتطمت بالأرض، مما تسبب في قطع معدات الهبوط والمحركات. أشعلت الوقود من الأجنحة الممزقة، والتهمت النيران الناتجة معظم الحطام.

## الطائرة
كانت الطائرة من طراز أنتونوف أن-24 ذات المحرك التوربيني المزدوج مع تسجيل ST-ARQ السوداني. صنع عام 1970.

## تحقيق
أجرت الهيئة العامة السودانية للطيران المدني (SAAICD) تحقيقاً في الحادث. ووجدت أن مسجل بيانات الرحلة لا يحتوي على أي بيانات، وأن مسجل الصوت في قمرة القيادة يحتوي على أربع دقائق فقط من التسجيل، ولا يوجد فيها معلومات عن الحادث.
وقد عزت الهيئة العامة السودانية للطيران المدني (SAAICD) الحادث إلى ضعف أداء طاقم الطائرة والتنسيق في تنفيذ عملية الهبوط وقدمت أربع توصيات للسلامة.